# 10 juillet 2016
Le dimanche 10 juillet 2016 est le 192e jour de l'année 2016.

## Décès
- Adrian Monger (né le 6 décembre 1932), rameur australien
- Alfred G. Knudson (né le 9 août 1922), généticien américain spécialisé dans la génétique relative au cancer
- Anatoli Isayev (né le 14 juillet 1932), joueur de football russe
- André Dion (né en 1921), ornithologue canadien
- Claude Monnier (né le 23 mars 1938), journaliste suisse
- Katharina Focke (née le 8 octobre 1922), personnalité politique allemande
- Kem Ley (né le 19 octobre 1970), activiste cambodgien
- Norbert Joos (né le 6 septembre 1960), explorateur suisse
- Valentine Friedli (née le 6 avril 1929), femme politique suisse

## Événements
- Élections à la chambre des conseillers du Japon de 2016
- Début de la 40e session du Comité du patrimoine mondial
- 9e étape du Tour de France 2016
- Fin du Championnat d'Europe de football 2016, remporté par le Portugal
- Grand Prix automobile de Grande-Bretagne 2016
- Création du Parti démocrate européen catalan
- Fin de Sibiu Cycling Tour 2016
- Fin du Tour d'Italie féminin 2016
- Fin du Tournoi de Wimbledon 2016